# Anders Johan Johansson (1817–1897)
Anders Johan Johansson, född 7 oktober 1817 i Berga församling, Kronobergs län, död 9 december 1897 i Kalmar stadsförsamling, Kalmar län, var en svensk domkyrkoorganist.

## Biografi
Anders Johan Johansson föddes 1817 i Berga församling. Han tog 1832 organistexamen och kantorsexamen i Lund och avalde 1839 examen vid Musikaliska Akademien i Stockholm. Johansson blev 1840 kantor i Kalmar stadsförsamling och var från 1843 till 1865 lärare i sång och musik vid folkskollärarinneseminariet i Kalmar. Han var från 1859 domkyrkosyssloman och blev 1870 domkyrkoorganist i Kalmar stadsförsamling. Johansson var även från 1872 sånglärare och musiklärare vid Högre allmänna läroverket i Kalmar. Han avled 1897 i Kalmar.
Johansson blev 1856 associé av Musikaliska Akademien. Han var ledamot av stadsfullmäktige i Kalmar och landstingsman för staden. Johansson var även verkställande direktör i Kalmar stads sparbank och direktör i Kalmar-Emmaboda järnvägsstyrelse samt medlem i många kommittéer.
Johansson har även komponerat musik.